# Edmondo De Amicis

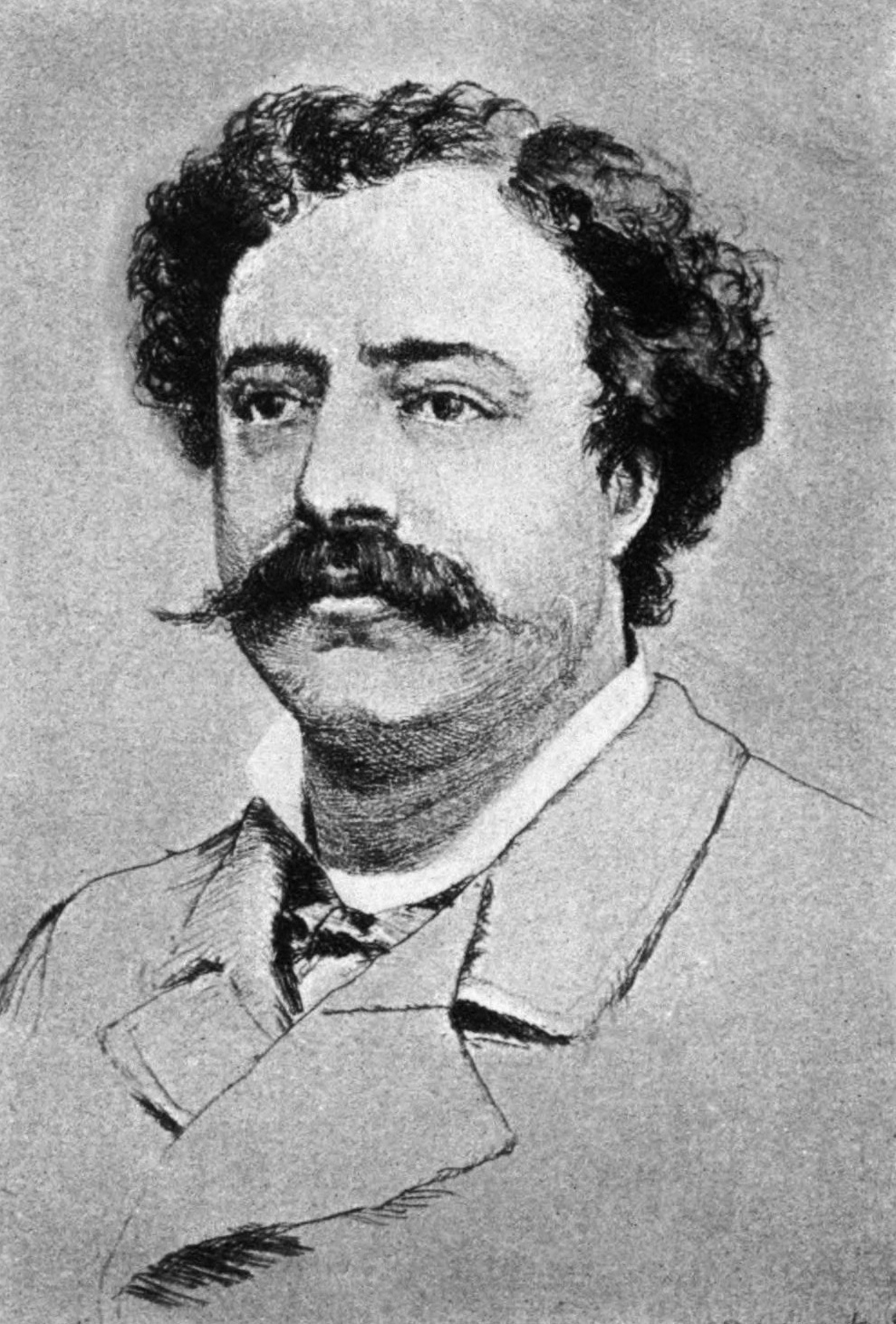
Gabrielle D. Clements: Edmondo De Amicis (1898)

Edmondo De Amicis (* 21. Oktober 1846 im Stadtteil Oneglia der heutigen Stadt Imperia, Königreich Sardinien; † 11. März 1908 in Bordighera) war ein italienischer Schriftsteller. Sein wohl bekanntestes Werk ist sein Buch für die Jugend: Cuore (Herz).

## Leben

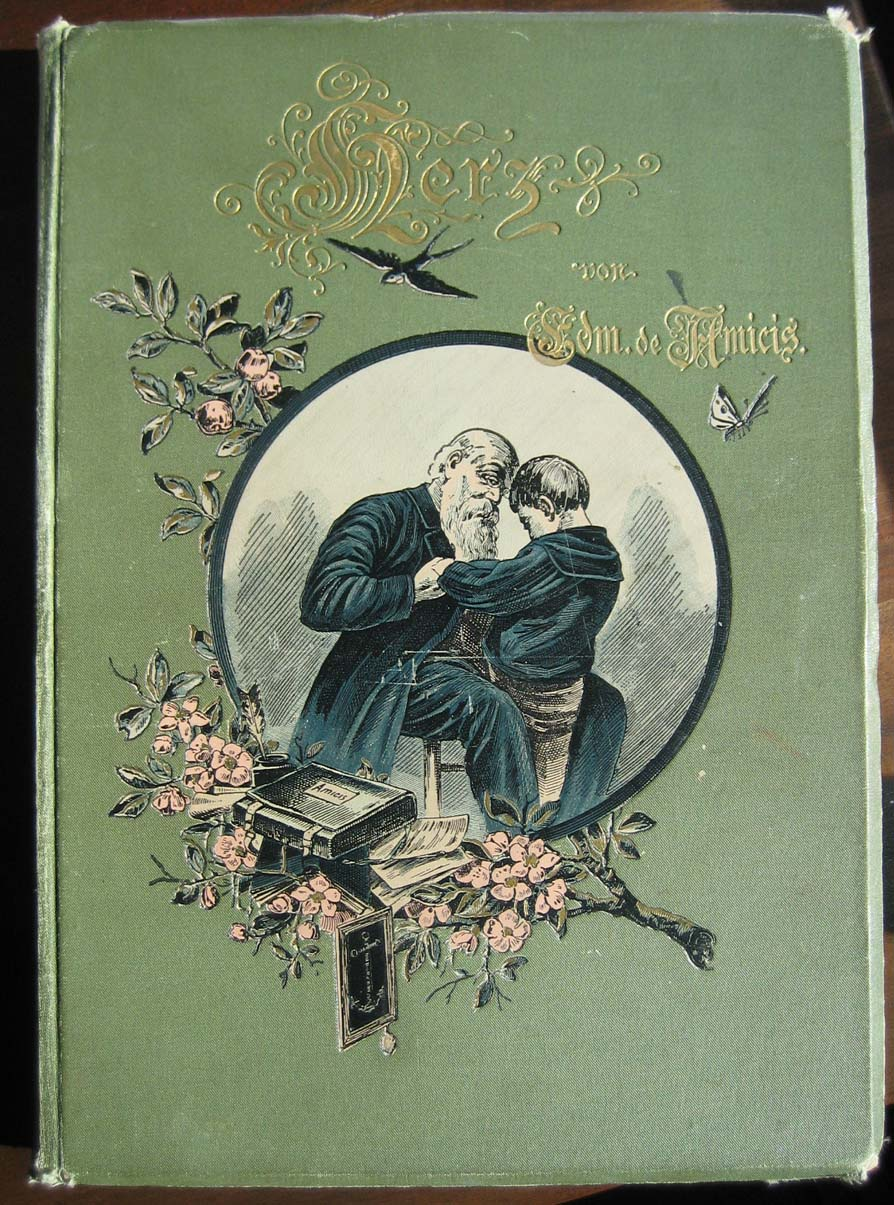
Titelbild von 'Herz'; 1894

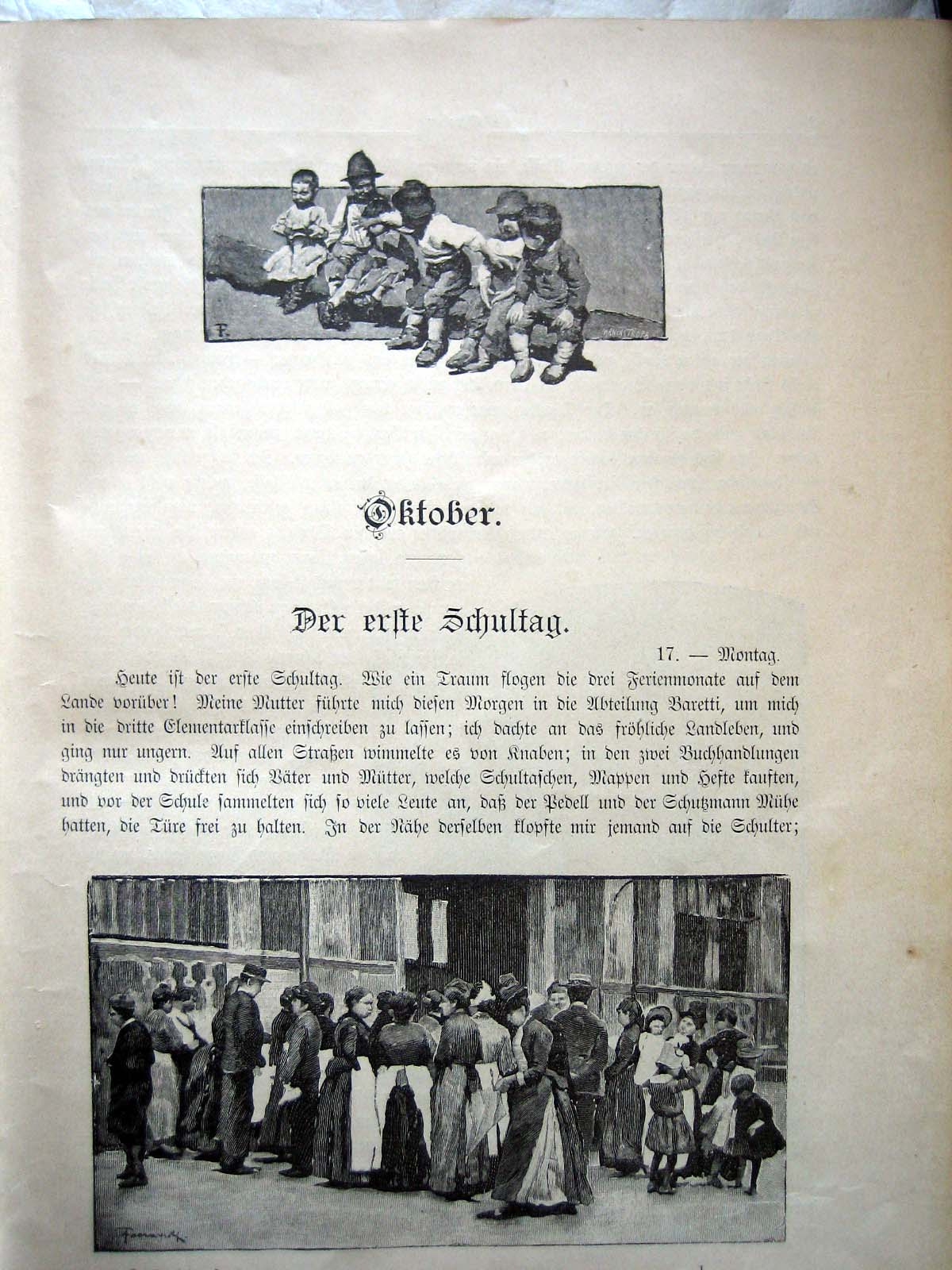
Erste Seite von 'Herz'; 1894

Edmondo De Amicis ging zuerst in Cuneo zur Schule und besuchte später das Lyzeum in Turin. Mit 16 Jahren kam er zur Accademia militare di Modena und wurde Offizier.
1866 nahm er als Leutnant an der Schlacht von Custoza teil und trug das Seine zur Niederlage der savoyischen Truppen bei, weil er außerstande war, seine Soldaten zu führen. Wahrscheinlich verursachte dies die Enttäuschung, die ihn später dazu trieb, das Heer zu verlassen. Gleichwohl hielt De Amicis die Armee für am ehesten – eher als die Politiker – imstande, die von ihm ersehnte Einheit Italiens zu bewirken. Militärische Disziplin empfahl er als erzieherisches Mittel. Dieses Thema und seine eigenen Erfahrungen spiegeln sich in einer Reihe kurzer literarischer Skizzen, die er unter der Obertitel La vita militare (Das militärische Leben) 1868 erstmals in L’Italia militare, der Zeitschrift des Kriegsministeriums, veröffentlichte.
Dieser Einstand verschaffte De Amicis nach seinem Abschied von der Armee einen Auftrag der in Florenz erscheinenden Tageszeitung La Nazione. Sie entsandte ihn als Kriegsberichterstatter in die letzte Phase der italienischen Unabhängigkeitskriege, so erlebte er u. a. die Eroberung Roms am 20. September 1870. In den folgenden Jahren verfasste De Amicis zahlreiche Reisebücher: Spagna (1873), Olanda (1874), Ricordi di Londra (1874), Marocco (1876), Costantinopoli (1878) und Ricordi di Parigi (1879).
Am 17. Oktober 1886, einem ersten Schultag, gab der Verlag Treves schließlich seinen Roman Cuore heraus, der sofort großen Erfolg erntete: Innerhalb weniger Monate erschienen Übersetzungen in vielen Sprachen. Das Buch wurde im damaligen Italien sehr geschätzt, weil es das Pathos des Risorgimento mitsamt seinen moralischen Ansprüchen passgenau verkörperte. In späteren Zeiten, vor allem ab den 1970er Jahren, wurde das Buch gerade wegen dieser nationalistischen und moralisierenden Töne von progressiven Pädagogen abgelehnt. Unter Katholiken war Cuore hingegen von Anfang an wegen seiner ungeschminkt laizistischen Tendenz umstritten: Religiöse Handlungen kommen darin überhaupt nicht vor, die Schüler feiern nicht einmal Weihnachten. Die Zugehörigkeit Edmondo De Amicis zur Freimaurerei ist nicht einwandfrei belegbar, jedoch wird sein Versuch, in Cuore eine laizistische Staatsreligion als Ersatz für den Katholizismus zu skizzieren, von vielen Literaturkritikern für unstrittig gehalten.
In den Jahren um 1890 näherte sich De Amicis den Ideen des Sozialismus. Diese Veränderung ist auch in seinen späteren Werken bemerkbar, in denen er den Problemen der ärmsten sozialen Schichten Beachtung schenkt. Die nationalen Vorstellungen aus Cuore werden völlig überholt. Es folgten Bücher wie Sull’ Oceano (1889), das von den schlechten Lebensbedingungen der armen italienischen Auswanderer berichtet, Il romanzo di un maestro (1890), Amore e ginnastica (1892), Maestrina degli operai (1895), La carrozza di tutti (1899). Außerdem schrieb er viele Artikel über die sozialen Probleme der Einwohner von Turin, die im Buch Questione sociale (1894) gesammelt wurden.
Seine letzten Werke waren L’idioma gentile (1905) und Nuovi ritratti letterari e artistici (1908). Seine letzten Jahre standen unter dem Schatten des Todes seiner Mutter, an der er sehr hing, und der andauernden Anfälle seiner Frau Teresa Boassi, die in der Selbsttötung seines Sohns Furio gipfelten. Edmondo De Amicis starb im Jahr 1908 in Bordighera.
1903 war De Amicis in die Accademia della Crusca in Florenz aufgenommen worden, 1901 in die American Academy of Arts and Sciences.
Die Geschichte Dagli Appennini alle Ande im Roman Cuore wurde Ende der 1970er-Jahre als 52-teilige japanische Anime-Serie unter dem Titel Haha o Tazunete Sanzen Ri verfilmt, die in Deutschland als Marco erschien. Eine vollständige Verfilmung des Romans als 26-teiliger Anime erschien 1981 als Ai no Gakkō: Cuore Monogatari (愛の学校 クオレ物語). Zudem diente das Buch als Vorlage der 1990 entstandenen Weihnachtsserie Marco – Über Meere und Berge.

## Zitat
„L’educazione d’un popolo si giudica innanzi tutto dal contegno ch’egli tien per la strada.
Die Bildung eines Volkes wird vor allem nach dem Betragen, das es auf der Strasse zeigt, beurteilt.“

## Werke (Auswahl)
- Bozzeti di vita militare (Szenen aus dem militärischen Leben), 1868 (1880 unter dem Titel La vita militare. Bozetti)
  - dt. daraus: Carmela (S. 1–48) und Ein Blumensträußchen (S. 49–61) in: Paul Heyse (Hrsg.): Italienische Novellen. Grunow, Leipzig 1878 (Digitalisat im Internet Archive)
- Spagna (Spanien), 1872/1873
  - dt.: Spanien. Autorisierte Übersetzung von L. N. A. Metzler, Stuttgart  1880 (Digitalisat im Internet Archive)
- Ricordi di Londra (Erinnerungen an London), 1873/1874
  - dt.: Erinnerungen an London. Ein Reisebericht aus dem Jahr 1873. Hrsg. und übersetzt von Klaus Hübner. Books on Demand, Norderstedt 2021, ISBN 978-3-7528-9438-7
- Olanda (Holland), 1874
  - dt.: Holland. Ein Italiener im Norden. Aus dem Italienischen von Annette Kopetzki. Corso, Wiesbaden 2016, ISBN 978-3-7374-0729-8
- Marocco, 1876
  - dt.: Marokko. Nach dem Italienischen frei bearbeitet von A. v. Schweiger-Lerchenfeld. Hartleben, Wien, Pest, Leipzig 1883 (Digitalisat im Internet Archive)
  - Neuübersetzung: Marokko. Aus dem Italienischen von Annette Kopetzki, mit einem Nachwort von Ludger Lütkehaus. Corso, Wiesbaden 2015, ISBN 978-3-7374-0717-5
- Costantinopoli, 1878
  - dt.: Konstantinopel. Aus dem Italienischen übersetzt von Agnes Burchard. Werther, Rostock 1884 (Digitalisat der 2. Auflage im Internet Archive)
  - Neuübersetzung: Istanbul. Hauptstadt der Welt. Ausgewählt und übersetzt von Anette Kopetzki, mit einem Vorwort von Umberto Eco. Corso, Wiesbaden 2014, ISBN 978-3-7374-0700-7
- Ricordi di Parigi (Erinnerungen an Paris), 1879
- I due amici (Die beiden Freunde). Roman in zwei Bänden, 1883
- Cuore (Herz), 1886
  - dt.: Herz. Ein Buch für die Jugend. Autorisierte Übersetzung von Raimund Wülfer. Geering, Basel 1896 (Digitalisat im Internet Archive)
  - Neuübersetzung: Cuore. Eine Kindheit vor hundert Jahren. Mit 15 Illustrationen der Prachtausgabe von 1892, übersetzt von Hans-Ludwig Freese. Freese, Berlin 1996, ISBN 3-88942-018-4[3]
- Sull’ oceano (Auf dem Ozean), 1889; zuerst unter dem Titel: I nostri contadini in America (Unsere Bauern in Amerika)
  - dt.: Auf dem Meer. Ausgewählt und übersetzt von Annette Kopetzki, mit einem Nachwort von Erri De Luca. Corso, Wiesbaden 2015, ISBN 978-3-7374-0710-6
- Il romanzo di un maestro (Der Roman eines Lehrers), 1890
- Amore e ginnastica (Liebe und Gymnastik), 1892
  - dt.: Liebe und Gymnastik. Übersetzt von Barbara Kleiner, Nachwort von Manfred Pfister. Manesse, Zürich (München)[4] 2013, ISBN 978-3-7175-2256-0 (= Manesse Bibliothek der Weltliteratur)[5]
- Questione sociale (Die soziale Frage), 1894
- Maestrina degli operai (Die kleine Lehrerin der Arbeiter), 1895
- La carrozza di tutti (Die Kutsche aller), 1899
- La tentazione della bicicletta (Die Versuchung des Fahrrads), 1906
- L’idioma gentile (Die liebenswürdige Sprache), 1906
- Ricordi d’un viaggio in Sicilia (Erinnerungen an eine Reise nach Sizilien), 1908
- Nuovi ritratti letterari e artistici (Neue literarische und künstlerische Porträts), 1908